# Branko Rašović
Branko Rašović, szerbül: Бранко Рашовић (Podgorica, 1942. április 11. – 2024. október 11.) jugoszláv válogatott montenegrói labdarúgó, hátvéd.

## Pályafutása

### Klubcsapatban
1962 és 1964 között a Budućnost Titograd, 1964 és 1969 között a Partizan, 1969 és 1974 között a nyugatnémet Borussia Dortmund labdarúgója volt. A Partizannal bajnok lett az 1964–65-ös idényben, majd a következő szezonban tagja volt a BEK-döntős együttesnek.

### A válogatottban
1964 és 1967 között tíz alkalommal szerepelt a jugoszláv válogatottban.

## Sikerei, díjai
FK Partizan
- Jugoszláv bajnokság
  - bajnok: 1964–65
- Bajnokcsapatok Európa-kupája (BEK)
  - döntős: 1965–66